# Џорџ Војновић
Џорџ Виктор Војновић (енгл. George Victor Voinovich; Кливленд, 15. јул 1936 — Кливленд, 12. јун 2016) био је амерички политичар српског порекла. Између 1999. и 2011. био је сенатор САД из Охаја, између 1991. и 1998. гувернер Охаја, а између 1980. и 1989. градоначелник Кливленда. Први је гувернер једне савезне државе САД српског порекла, односно други ако се рачуна време које је Мајк Степовић провео на челу Аљаске пре него што је постала савезна држава САД. Такође је последњи републиканац који је био на функцији градоначелника Кливленда.

## Биографија
Рођен је у 15. јула 1936. у Кливленду. Отац му је Србин, пореклом са Кордуна, а мајка Словенка. Изјашњавао се као Србин, и био католичке вероисповести.
Као члан Републиканске странке, био је на многим значајним положајима. Седам година је служио као градоначелник Кливлендa, осам година као гувернер Охаја (1991—1998; изабран 1990. и поново изабран 1994), а касније је био сенатор из Охаја. Изабран је за сенатора 1998, наследивши Џона Глена, који је имао четири мандата као сенатор демократа.
Године 1996. Војновић се надао да ће га тадашњи амерички сенатор Боб Дол изабрати за републиканског кандидата за потпредседника. Међутим, Дол је изабрао Џека Кемпа. После два мандата као гувернер, Војновић је намеравао да уђе у Сенат, на место које је управо ослободио дугогодишњи сенатор — демократа Џон Глен. На изборима је Војновић победио демократског кандидата Мери Бојл.
Године 2002. Војновић је био на мети деснице, јер је био један од умерених републиканаца у Сенату, који су покушавали да зауставе Бушову промену економске политике. Телевизијска кампања је окарактерисала Војновића као нелојалног.
У новембру 2004, на изборима за реизбор у Сенат, Војновић је лако победио демократског кандидата, Ерика Фингерхата, чију је кандидатуру засенила упорна спекулација да би водитељ Џери Спрингер могао да се укључи у изборну трку.